# Route nationale 1 (Burkina Faso)
Pour les articles homonymes, voir Route nationale 1.
La route nationale 1 (RN 1) est une route du Burkina Faso allant de Ouagadougou à Bobo-Dioulasso. Sa longueur est de 355 km.

## Tracé
- Ouagadougou
  - Tanghin-Dassouri
  - Taonsgho
  - Koudiéré
  - Tintilou
  - Kokologo
  - Sakoinsé
  - Tanghin-Wobdo
  - Nabadogo
  - Tatyou
  - Nariou
- Sabou
  - Godé
  - Laba
  - Poura
- Boromo
  - Pâ
  - Boni
- Houndé
  - Boho-Kari
  - Kari
  - Dankari
  - Koumbia
  - Kongolékan
  - Dougoumato I
  - Dougoumato II
  - Makognadougou
  - Yabasso
  - Sogossagasso
  - Kotédougou
  - Yéguéresso
  - Koro
- Bobo-Dioulasso